# Izrael Schor
Izrael Schor (ur. 16 kwietnia 1904 w Złoczowie, zm. 7 czerwca 1961 w Nowym Jorku) – polski artysta plastyk pochodzenia żydowskiego tworzący od 1941 w Stanach Zjednoczonych jako Ilya Schor.
Urodził się w rodzinie chasydów, jego ojciec Naftali był artystą plastykiem, który tworzył m.in. grafikę użytkową i oprawę plastyczną katalogów handlowych dla złoczowskich firm. Po ukończeniu gimnazjum przeszedł kurs metaloplastyki i grawerowania, a od 1930 studiował w warszawskiej Szkole Sztuk Pięknych. W 1937 otrzymał państwowe stypendium naukowe i wyjechał z narzeczoną, Resią Ajnsztajn do Paryża, w 1938 jego prace uczestniczyły w Salonie Jesiennym. W 1939 poślubił Resię, a dwa lata później wyjechali do Marsylii, a następnie przez Lizbonę do Stanów Zjednoczonych. W 1943 urodziła im się córka Naomi, a w 1950 Mira. Jego twórczość była tematycznie związana z judaizmem, często malował małe żydowskie miasteczka wschodniej Polski, a także tworzył dzieła na potrzeby amerykańskich synagog. Ponadto zajmował się metaloplastyką, w srebrze i złocie tworzył unikalną biżuterię oraz precjoza związane z obrządkiem judaistycznym. Po 1955 do jego dzieł dołączyły abstrakcyjne rzeźby w mosiądzu i miedzi. W 1948 jego prace wystawiono w nowojorskim Jewish Museum, w 1953 w The Salpeter Gallery oraz Museum of Contemporary Art w Bostonie. Ponadto wystawiał swoje prace na wystawach sztuki liturgicznej i judaistyki. Zmarł w Nowym Jorku w wieku 57 lat, cztery lata później w nowojorskim Muzeum Żydowskim odbyła się upamiętniająca go wystawa retrospektywna.